# Elvidio Salvarezza
Elvidio Salvarezza (Savona, 23 agosto 1850 – Genova, 30 marzo 1923) è stato un prefetto e politico italiano.

## Biografia
Compiuti gli studi superiori entra nell'amministrazione carceraria come semplice impiegato, guadagnandosi col tempo la promozione a quella dell'interno. Con la buona formazione amministrativa e giuridica maturata negli studi e sul lavoro nel 1899 viene nominato prefetto e destinato a reggere le sedi di Ferrara, Como e Genova. Viene nominato senatore a vita nel 1912.